# 圆锥大青

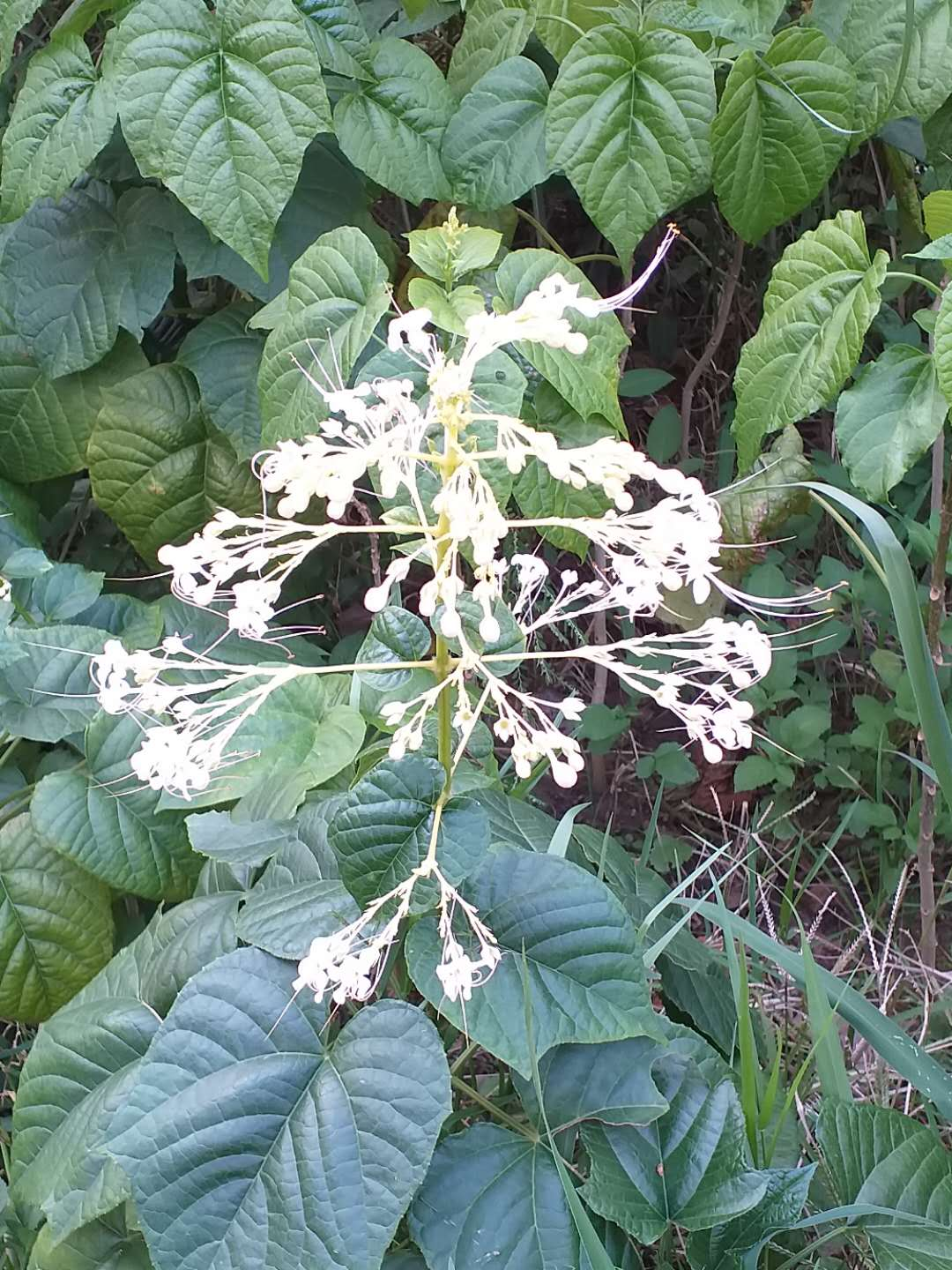
白龍船花。2018台中花博，台灣。

圆锥大青（学名：Clerodendrum paniculatum）是唇形科大青属的植物。分布于泰国、孟加拉国、马来西亚、缅甸、台湾岛、印度尼西亚、越南、柬埔寨、老挝以及中国大陆的广东、福建等地，一般生于较潮湿的地方，目前尚未由人工引种栽培。
种名paniculatum意为圆锥形的。

## 别名
龙船花（台湾植物志）